# Thennes
Thennes é uma comuna francesa na região administrativa de Altos da França, no departamento de Somme. Estende-se por uma área de 8 km². Em 2010 a comuna tinha 574 habitantes (densidade: 71,8 hab./km²).. A população tem decrescido bastante desde a segunda guerra.